# الطوبولوجيا البديهية
1. الطوبولوجيا الفظة لمجموعة ما E هي أصغر طوبولوجية معرفة على هذه المجموعة.[1][2] حيث مفتوحاتها هي المجموعة E نفسها والمجموعة الفارغة فقط.
2. الطوبولوجيا المتقطعة لمجموعة ما E هي أكبر طوبولوجية معرفة على هذه المجموعة. حيث مفتوحاتها هي كل أجزاء E.